# اف-۱۵٬۰۶۳
اف-۱۵،۰۶۳ (به انگلیسی: F-15,063) با فرمول شیمیایی C۲۴H۲۹NO۲ یک ترکیب شیمیایی است. که جرم مولی آن ۳۶۳٫۴۹ g/mol می‌باشد. 